# 韋克菲爾德 (堪薩斯州)
韋克菲爾德（英語：Wakefield）是一個位於美國堪薩斯州克萊縣的城市。

## 地方資料
根據2020年美國人口普查的數據，韋克菲爾德的面積為1.29平方千米，當中陸地面積為1.29平方千米，而水域面積為0.00平方千米。當地共有人口858人，而人口密度為每平方千米665.12人。